# Тэмидзуя
Тэмидзуя (яп. 手水舎), а также тёдзуя, суйбанся — павильон для омовения рук и рта в синтоистских храмах. Как правило, располагается у входа на храмовую территорию и выполняется в форме навеса на столбах, под которым находится ёмкость с проточной водой. Название происходит от японского тэ — руки, и мидзу — вода. В старину омовения (мисоги) совершались в близлежащей реке или источнике, сегодня данная форма ритуала сохранилась в святилище Исэ. Позже ритуал был упрощён до омовения рук в тэмидзуя.

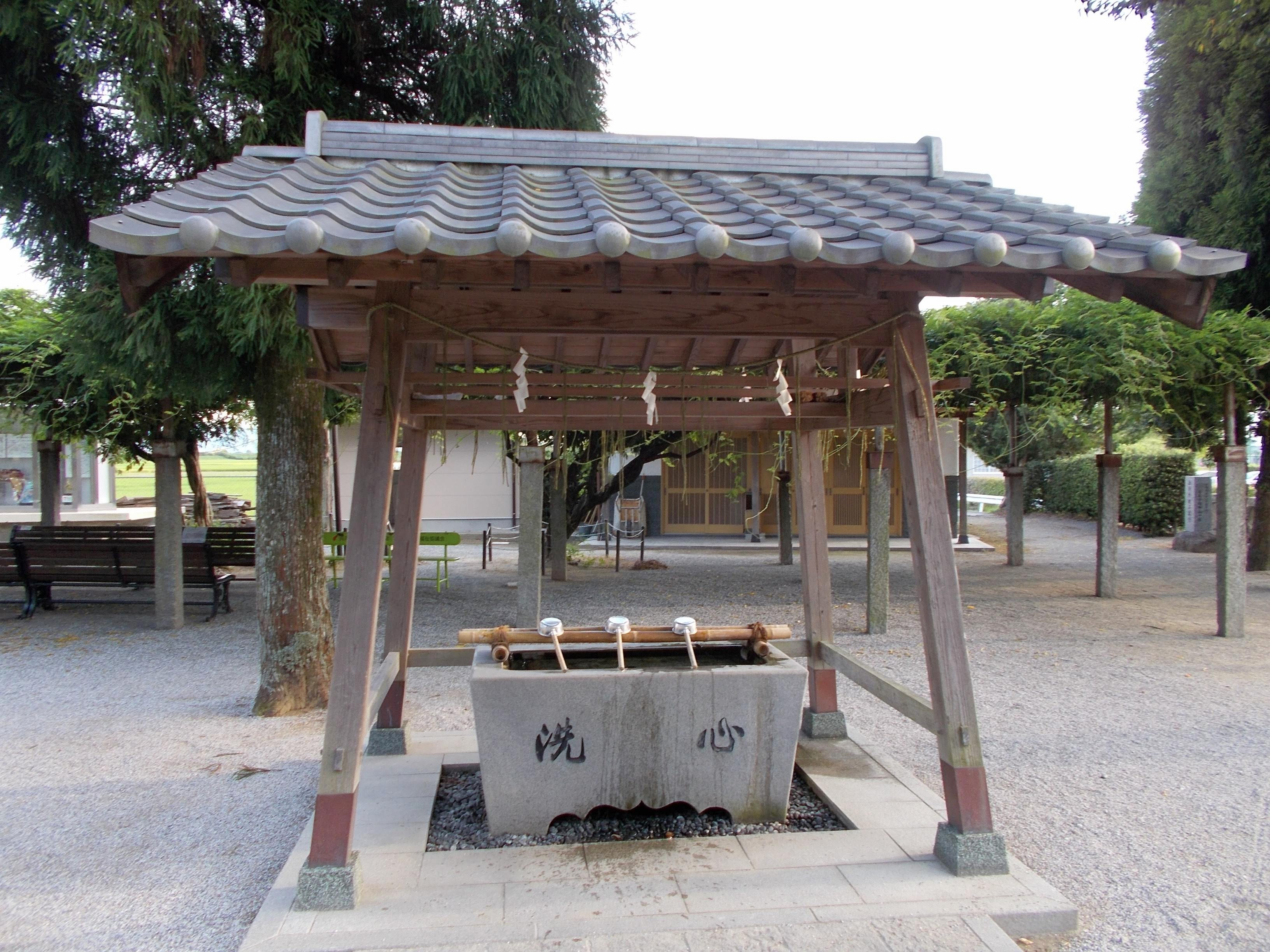
Тэмидзуя в Танабата-дзиндзя, Огори

Ритуал состоит в ополаскивании левой руки, после этого правой руки, после этого рта. Воду берут специальным черпаком (яп. 柄杓 хисяку), обычно сделанным из бамбука, но иногда из другого дерева или металла. Омовения совершаются перед тем, как подойти к храму.